# Mateusz Kowalczyk (football)
Pour les articles homonymes, voir Mateusz Kowalczyk et Kowalczyk.
Mateusz Kowalczyk, né le 16 avril 2004 à Varsovie, est un footballeur polonais qui évolue au poste de milieu de terrain au GKS Katowice.

## Biographie

### Carrière en club
Kowalczyk commence le football à l'âge de six ans au sein du club de Ząbkovia Ząbki. Il fait ses débuts en équipe senior, en cinquième division polonaise, à seulement 14 ans et attire rapidement l'attention de clubs professionnels polonais.
En 2021, il rejoint le ŁKS Łódź, où il intègre d'abord l'équipe réserve évoluant en quatrième division. Il fait ses débuts avec cette équipe le 7 août 2021 lors d'une victoire 4-3 contre l'Ursus Varsovie. Le 26 février 2022, il fait ses débuts professionnels avec l'équipe première en I liga, entrant en jeu à la 65e minute d'un match nul 1-1 contre le GKS Jastrzębie. Le 8 avril 2022, il inscrit son premier but en professionnel, offrant la victoire à son équipe à la 95e minute contre le Sandecja Nowy Sącz. Lors de la saison 2022-2023, il joue un rôle clé dans la promotion du ŁKS en Ekstraklasa, marquant six buts en 26 apparitions, dont un but décisif lors du match pour le titre contre l'Arka Gdynia le 26 mai 2023.
Le 2 août 2023, Kowalczyk signe un contrat de quatre ans avec le club danois de Brøndby IF, pour un montant estimé à 1,2 million d'euros,. Il fait ses débuts le 27 septembre 2023 en coupe du Danemark, entrant en jeu à la 68e minute lors d'une victoire 3-0 contre le HIK. Quatre jours plus tard, il fait ses débuts en Superliga, remplaçant Nicolai Vallys en fin de match lors d'une victoire contre Hvidovre.
Le 17 juillet 2024, il retourne en Pologne en prêt au GKS Katowice, récemment promu en Ekstraklasa, avec une option d'achat estimée à 1 million d'euros,.

### En sélections nationales
Kowalczyk représente la Pologne avec les moins de 18, 19 et 20 ans entre 2022 et 2024,.
En septembre 2024, il est appelé pour la première fois en équipe de Pologne senior pour deux matchs de Ligue des nations, mais ne rentre finalement pas en jeu lors de ces matchs.
Il est international espoirs à partir de mars 2025.